# Прозябая на клочке земли
«Прозябая на клочке земли» (англ. Puttering About in a Small Land) — реалистический роман американского писателя-фантаста Филипа К. Дика, опубликованный в 1985 году издательством Academy Chicago Publishers.
Роман повествует о Роджере Линдале — владельце магазина по продаже телевизоров. Дела идут так себе, к тому же у сына началась астма. И вот жена Роджера Вирлжиния без ведома мужа устраивает сына в школу, расположенную в сельской местности. Разозлившись на самоуправство жены, Роджер решает сам съездить в эту школу, и узнать, что к чему.

## История публикации
Роман был написан примерно в 1957 году, но она оставалась долго не опубликованной. Вскоре, в 1985 году американское издательство расположенное в Чикаго Academy Chicago Publishers опубликовала роман «Прозябая на клочке земли». В России роман был опубликован издательством «Эксмо» в 2012 году; он вошёл в авторский сборник с пятью внецикловыми романами Дика: «Разбитый шар» (1956), «Мэри и великан» (1954), «Шалтай-Болтай в Окленде» (1960) и «На территории Мильтона Ламки» (1958).

## О романе
Предпринимательская история героев романа Роджера и Вирджинии вдохновлена первым опытом работы писателя Филипа Дика в двух музыкальных магазинах в Беркли, в сороковые годы. В то время этот вид бизнеса также продавал радио и первые телевизоры, а также предоставлял техническую помощь.
Такой автобиографический элемент также встречается в других романах Дика:
- Главные герои романов «Голоса с улицы» (1952) и «Свободное радио Альбемута» (1976) Стюарт Хэдли и Ник Брэйди соответственно являются работниками в подобных магазинах;
- Персонаж Хоппи Харрингтон из романа «Доктор Смерть, или Как мы жили после бомбы» (1963) является отличным ремонтником радио- и телевидения.

## Сюжет
В 1944 году Вирджиния Уотсон и Роджер Линдаль встречаются в Вашингтоне, округ Колумбия. Они женятся после того, как Роджер разводится со своей первой женой Тедди и оставляет свою дочь от неё. Их последующий переезд в Лос-Анджелес для работы на военном заводе оказывается довольно прибыльным. Но Роджер тратит деньги гораздо быстрее, чем они их зарабатывают. К 1953 Роджер открыл телевизионную продажу и ремонтную мастерскую, в то время как Вирджиния пытается зарегистрировать своего 7-летнего сына Грегга в дорогой школе-интернате в городе Охай против пожеланий Роджера.
Лиз Боннер, ещё один родитель, убеждает Роджера согласиться на зачисление Грегга, предлагая разделить опасные и изнурительные обязанности по вождению, связанные с транспортировкой своих детей через близлежащие горы в Охай и из него.
Между Роджером и Марион Уотсон (мать Вирджинии) существует особый частный обмен, это очень графически изображает очень незрелую, изменчивую и непредсказуемую природу Роджера. Спусковым крючком для его вспышки ярости является осознание того, что его враждебная свекровь (в качестве одолжения только своей дочери) планирует предоставить существенную финансовую поддержку своему бизнесу.
Но есть ещё один финансовый нарушитель. «Чик» или Чарльз Боннер, муж Лиз, который желает купить магазин Роджера в качестве партнёра, но Линдаль отклоняет его предложение и быстро начинает роман с его любезной женой. Вирджиния узнает, хотя Чик остается в неведении, и она заставляет Роджера позволить ей взять на себя юридическую собственность магазина с Чиком. К сожалению, оба брака были непоправимо повреждены. В конечном итоге Чик и Лиз разводятся. Брак Роджера и Вирджинии сильно ослабел, к тому же Роджер не перестаёт флиртовать с Лиз, встречаясь с ней в частной школе. Последняя глава заканчивается тем, что вечно импульсивный Роджер бросает своего сына Грегга дома, крадёт из магазина автомобиль с дорогими телевизорами и мчится обратно в Чикаго.